# Rod Donald

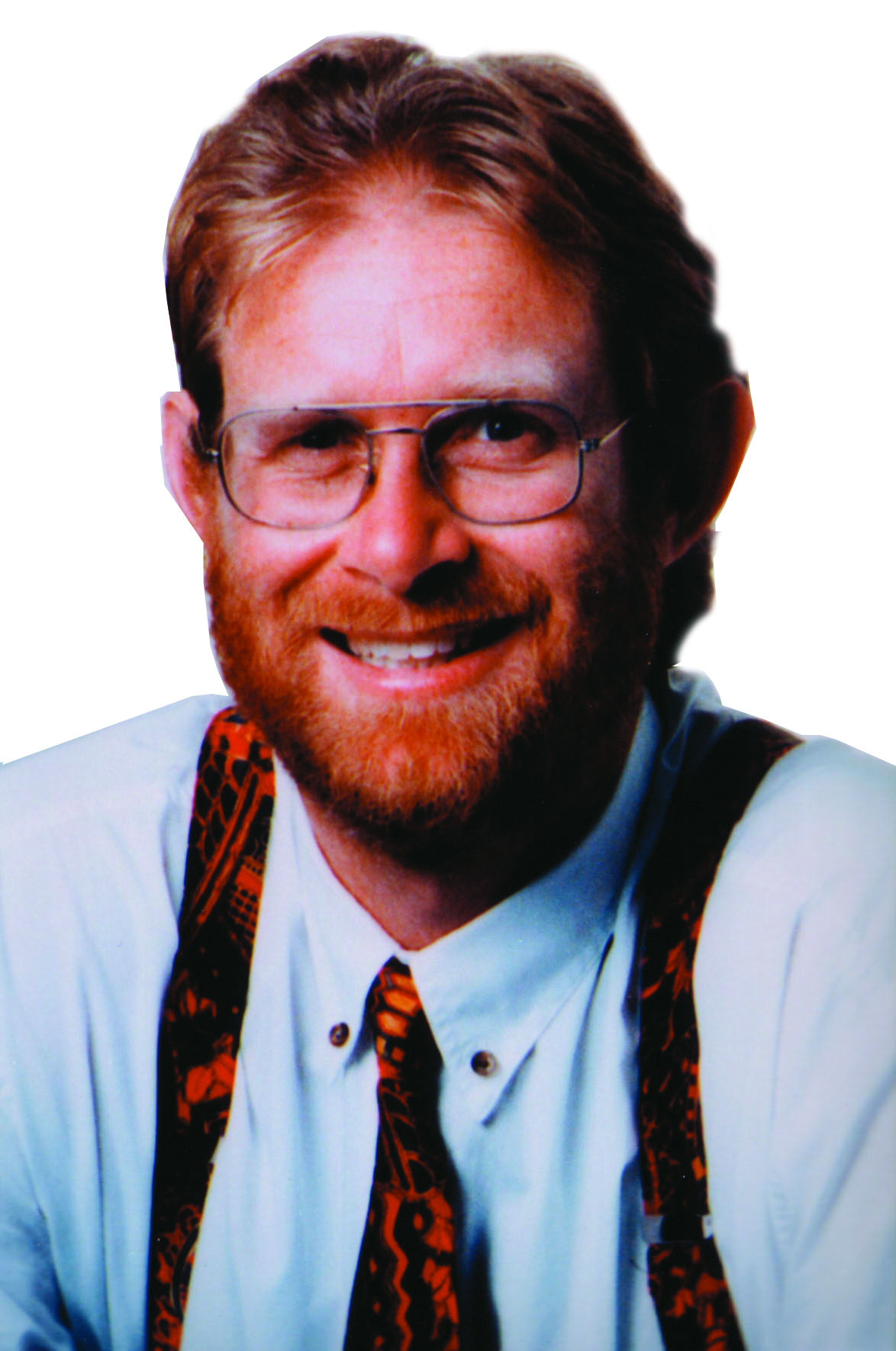
Rodney David Donald

Rodney David Donald, der Öffentlichkeit als Rod Donald bekannt, (* 10. Oktober 1957 in Neuseeland; † 6. November 2005 in Christchurch, Neuseeland) war ein Politiker der Green Party of Aotearoa New Zealand und gehörte zusammen mit Jeanette Fitzsimons zu den ersten Co-Vorsitzenden der Partei.

## Leben
Rod Donald wurde am 10. Oktober 1957 als Sohn von David Donald und Joyce Donald in Neuseeland geboren. Im Alter von 15 Jahren gründete er in seiner Schule eine Ökologie-Aktionsgruppe und ein Jahr später trat er der damaligen Values Party bei. Für sie radelte er ein weiteres Jahr später im Alter von 18 Jahren von Christchurch nach Nelson, um dort Wahlkampfmanager der Partei zu werden. Nach dem Wahlkampfeinsatz und seiner Arbeit auf einer Bio-Farm, kehrte er nach Christchurch zurück und gab am Canterbury Environment Centre das Canterbury Environment Journal heraus. Er zog in die Innenstand, half dort Wohnungslosen und war an der Einrichtung eines Recyclingzentrums beteiligt. 1978 gab es unter den 120 Wohneinheiten der Gegend 20 Häuser, die sich zu einer Community zusammengeschlossen hatten und sich regelmäßig jede Woche in Rod's Haus zu einem "Community Crumble" trafen. Auch war Donald an den Protesten gegen die umstrittene Springbok-Tour der südafrikanischen Rugby-Nationalmannschaft 1981 in Neuseeland beteiligt.
Von 1986 bis 1990 lebte Donald mit seiner Familie in Wellington, wo er als Public Affairs Manager für den Freiwilligenauslandsdienst arbeitete und gleichzeitig sein Engagement bei Trade Aid als Freiwilliger im Geschäft in Petone tätig sein konnte. 1990 kehrte er nach Christchurch zurück und wurde Manager für Trade Aid Importers, eine Tätigkeit, die er bis zu seinem Einzug ins Parlament sechs Jahre später ausübte.
1994 trat er in die Green Party of Aotearoa New Zealand ein und wurde bereits im Juni 1995 neben Jeanette Fitzsimons Co-Parteiführer der Partei.
1997 gehörte Donald unter anderem zu den aktiven Protestlern der Anti Bases Campaign gegen die Waihopai Spy Base nahe Blenheim und konnten gemeinsam erreichen, dass Neuseeland die Vereinigten Staaten nicht bei ihrer Kriegsführung unterstützen würde.
Donald war Sprecher seiner Partei für den Bereich Finanzen und nationaler Sprecher für die Electoral Reform Coalition in den Jahren 1989 bis 1993, die dazu führte, dass sich 1993 die wahlberechtigte Bevölkerung in einem Referendum für das Mixed Member Proportional Wahlrecht aussprach.
Rod Donald verstarb am 6. November 2005 an einer seltenen Myokarditis als Folge von Komplikationen einer Campylobacter-Infektion.

## Familie
Rod Donald war mit Nicola Shirlaw verheiratet. Aus der Ehe gingen drei Töchter hervor.

## Ehrungen
Ihm zu Ehren wurde im Mai 2016 die Rod Donald Hut auf der Banks Peninsula eröffnet.